# Wagneriopteris ogasawarensis
Wagneriopteris ogasawarensis là một loài thực vật có mạch trong họ Thelypteridaceae. Loài này được (Nakai) Á. Löve & D. Löve miêu tả khoa học đầu tiên năm 1977.